# みやこライナー

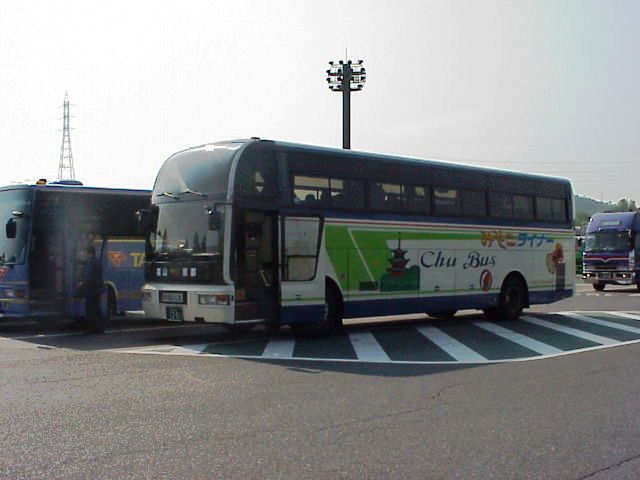
みやこライナー（中国バス）

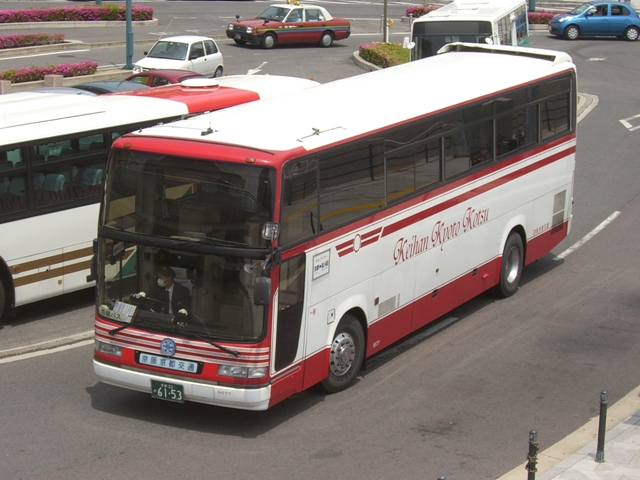
みやこライナー（京阪京都交通）

みやこライナーとは、かつて運行されていた京都府京都市と広島県福山市を結ぶ高速バス路線。1999年12月21日運行開始。2016年3月までは尾道市にも発着していた。2021年3月31日をもって廃止された。
全便予約制だが、席は自由席で、当日空席があれば予約なしでも乗車可能であった。

## 歴史
- 1999年12月21日 - 京都交通（現・京阪京都交通）と中国バス2社の共同運行で運行開始。当初は1日2往復。
- 2000年7月 - 2月、7月が往復4,000円のキャンペーン開始（2006年まで）
- 2004年2月1日 - 1日4往復に増便。
- 2005年7月1日 - 旧・京都交通の事業廃止により、同社担当便が京阪京都交通に移管される。
- 2006年
  - 3月18日 - 1日3往復に減便。京都側を洛西バスターミナルまで延長。名神大山崎・名神高槻に停車。福山側は内港バスセンターへの乗り入れを中止し、最寄り停留所である新橋（国道2号）へ変更。
  - 12月22日 - 旧・中国バスの事業廃止により、同社担当便が新・中国バス（両備バスの100%子会社）に移管された。
- 2007年7月1日 - ポイントカード導入。
- 2008年
  - 10月19日 - 京阪京都交通の担当営業所が西京営業所に変更される（中山営業所の移転によるもの）。
  - 12月13日 - 広島側の発着地を、3便中2便を中国バス尾道営業所まで延長。また、名神高槻停留所を廃止。
- 2009年 - 2月と6月1日 - 7月10日に閑散期の料金を設定。
- 2011年10月1日 - 洛西バスターミナル、名神大山崎停留所を廃止。
- 2012年5月21日 - 学生割引、回数券割引を開始。
- 2015年12月1日 - 四条河原町、西本願寺前停留所を廃止。
- 2016年
  - 4月1日 - 京阪京都交通の撤退により、1日2往復に減便。広島側の発着地を福山駅前に変更し、尾道発着は廃止となる。
  - 12月15日 - 京都駅の停留所を、京都駅烏丸口から京都駅八条口に変更。
- 2020年4月13日 - 新型コロナウイルス感染症の影響により、当面の間全便運休。
- 2021年3月31日 - 路線廃止[1]。

## 運行会社
- 中国バス

## 停車停留所
（京都駅前（烏丸口）） - （広尾 - 千間土手東 - 新橋 - 福山駅前）
- クローズドドアシステムを採用しているため（停留所 - 停留所）でくくった中は発地側は乗車のみ、着地側は下車のみである。
- 途中、三木サービスエリア・吉備サービスエリアにて休憩あり。
- 2006年3月までは、福山駅から国道2号（バイパス・栗原IC）- 国道184号を経由し、尾道駅前 - 三成（尾道営業所）まで乗り入れていた。

## 運行経路
- 京都市下京区内 - 国道1号 - 京都南IC - 名神高速道路 - 新名神高速道路 - 山陽自動車道 - 福山東IC - 国道182号 - 国道2号 - 福山市内